# I pirati di Capri
 I pirati di Capri (The Pirates of Capri) è un film del 1949 diretto da Edgar G. Ulmer e Giuseppe Maria Scotese, quest'ultimo non accreditato nella versione USA.

## Trama
La rivolta di Napoli del 1799 coinvolge un gruppo di uomini detti "i pirati di Capri", guidati dal sedicente capitan Scirocco, il quale ha una doppia vita ed in realtà è il conte Amalfi facente parte della corte dei Borboni. La regina Maria Carolina cerca di fuggire a Palermo, consigliata dal nobile tedesco Von Holstein, capo della polizia.

## Produzione
Primo film girato in Italia dal regista austriaco, è ambientato a Napoli, ma molte scene sono state girate a Taranto. Della pellicola sono rimaste copie rimaneggiate (recuperate nel 1998 da un controtipo nitrato) e non esiste più la versione italiana originale. Peraltro, sembrerebbe che la versione originale italiana esista ancora, e che si trovasse a Roma nel magazzino di "pizze" cinematografiche di proprietà di un'attrice italiana degli anni '70, ora scomparsa, e che fosse oneroso rimetterla in circolazione. Nel manifesto appare l'attore Louis Hayward.
Il regista Edgar G. Ulmer riesce a produrre film a basso budget, ma non è il caso de I pirati di Capri. Il film è memorabile per la colonna sonora con musiche originali di Nino Rota, che conferisce atmosfera.

### Cast
Del cast fanno parte l'attrice Binnie Barnes, in un periodo di calo, che all'età di 46 anni interpreta il ruolo di Maria Carolina regina di Napoli, ed Eleonora Rossi Drago, indossatrice esclusa dal concorso Miss Italia, che esordisce al cinema con questo film all'età di 22 anni.

## Distribuzione
Il film ha avuto un successo internazionale e, oltre che in Italia e negli Stati Uniti, è stato distribuito in Portogallo, Francia, Germania Ovest, Danimarca, Giappone e Finlandia.